# Héctor Rueda Hernández
Héctor Rueda Hernández (Mogotes, Santander, 9 de noviembre de 1920-Bucaramanga, Santander, 1 de noviembre de 2011) fue un eclesiástico colombiano de la Iglesia católica. Durante su trayectoria eclesiástica se desempeñó como arzobispo de Bucaramanga y luego de Medellín, de la cual, una vez retirado, fungía como arzobispo emérito. Fue padre conciliar en las 4 sesiones del Concilio Vaticano II. Fue Delegado de la CEC a las Conferencias del Episcopado Latinoamericano de Medellín (1968), Puebla (1979) y Santo Domingo (1992). Además, alternó su ministerio episcopal con las funciones de presidente de la Conferencia Episcopal de Colombia -CEC- entre 1984-1987, y como tal, recibió la visita pontificia de Juan Pablo II en 1986.

## Vida y obra

### Primeros años
Nació en Mogotes (Santander) el 9 de noviembre de 1920. Hijo de Cerafino Rueda y Raquelina Hernández, y el mayor de 5 hermanos: Georgina, Gonzalo, Josué y Cecilia. A los 12 años quedó huérfano de madre y a los 14 de padre. Sus estudios los realizó en el Seminario Menor de San Gil y los de filosofía y teología en el Seminario Mayor de Bogotá. La ordenación sacerdotal la recibió de manos del entonces obispo auxiliar de Bogotá y rector del claustro Luis Andrade Valderrama el 15 de diciembre de 1946 en la Catedral de Bogotá. 

### Sacerdocio
Luego de su consagración sacerdotal fue nombrado vicario cooperador de Socorro (entre 1947-1949). Después fue vicario parroquial de San José de Suaita (febrero de 1949-septiembre 1949). Luego fue párroco de Cincelada y después de una visita pastoral del obispo de Socorro y San Gil, Leonidas Ocampo, y este al ver el excelente trabajo de Rueda, le entregó también las parroquias del Coromoro y Encino (1949-1952), las cuales simultáneamente las atendió a lomo de mula. Aníbal Muñoz Duque (nuevo obispo de Socorro y San Gil), lo designó Canciller diocesano de la curia de San Gil en 1952.
En 1953, Pedro José Rivera Mejía (nuevo obispo de Socorro y San Gil), lo envió a Roma a estudiar Derecho Canónico en la Pontificia Universidad Lateranense donde obtuvo la licenciatura. Cuatro años después, en 1956, regresaba al país para seguir ocupando el cargo de Canciller de San Gil, en el que estuvo hasta 1960. A su regreso, también se desempeñó como Profesor de Derecho Canónico en el Seminario Mayor de San Gil (1957-1960), capellán de tejidos San José de Guaita y de la normal de Señoritas (1957-1960), y fue miembro del Fondo diocesano de auxilio al clero.

### Episcopado
El 10 de mayo de 1960 el papa Juan XXIII lo nombra obispo de la diócesis de Bucaramanga, cuando se estaba esperando que sería el Eudista Jorge Moreno. Recibió la consagración episcopal el 19 de junio del mismo año en la Catedral de la Sagrada Familia de Bucaramanga, de manos del Nuncio Giuseppe Paupini como consagrador principal y participaron como conconsagrantes Aníbal Muñoz Duque, arzobispo de Nueva Pamplona y Pedro José Rivera Mejía, obispo de Socorro y San Gil. Una vez consagrado se convirtió en el segundo obispo de dicha diócesis creada en 1957, la cual fue elevada a Sede Metropolitana en 1974 y monseñor Rueda fue promovido a la dignidad arzobispal y nombrado como su primer arzobispo.
Desde el comienzo de su gobierno se interesó por la seguridad social del clero, fundó en 1961 la Unión Caritativa del Clero. Fue padre conciliar en las 4 sesiones del Concilio Vaticano II, realizado entre 1962 a 1965 y luego emprendió la tarea de organizar la pastoral de la diócesis para poner en práctica los cambios acordados en el concilio. En medio de dificultades, problemas y angustias consigue de la Santa Sede la erección del Seminario Mayor de Bucaramanga, el 10 de agosto de 1972. Permitió la entrada de 27 congregaciones religiosas entre masculinas y femeninas. Además, entre 1984 y 1987 tuvo que alternar su ministerio episcopal con las funciones de presidente de la Conferencia Episcopal de Colombia -CEC-. Logró que Bucaramanga fuera incluida entre las ciudades visitadas por el papa Juan Pablo II en 1986. Apoyó la creación de la seccional de la Universidad Pontificia Bolivariana en la ciudad de Bucaramanga, la cual finalmente comenzó a funcionar en 1991. Durante su ministerio episcopal en Bucaramanga erigió 44 parroquias y ordenó 105 sacerdotes.
El 7 de noviembre de 1991, después de más de 30 años al frente de la sede de Bucaramanga, el papa Juan Pablo II lo promovió a la sede metropolitana de Medellín, sucediendo en el cargo al Cardenal Alfonso López Trujillo, quien fue nombrado por Su Santidad como Presidente del Pontifico Consejo para la Familia. Tomó posesión de la sede el 12 de diciembre del mismo año, ante el Colegio de Consultores y el Canciller en solemne misa celebrada en la Catedral Metropolitana. Es la segunda vez que un arzobispo de otra iglesia particular pasa a ser Arzobispo de Medellín y por lo tanto fuera del palio de Bucaramanga debió recibir el de Medellín, para lo cual viajó a Roma y lo recibió directamente de las manos del sumo pontífice el 29 de junio de 1992. 
Monseñor Rueda Hernández durante los 6 años que estuvo al frente de la Arquidiócesis de Medellín, se caracterizó por su cercanía y cordialidad. Durante su gobierno unió en 1995 las dos casas de formación sacerdotal, la de Pablo VI y la de Juan Pablo II en una sola, y convirtió la casa Pablo VI en lugar de formación para el diaconado permanente, inicialmente de modo experimental. Simplificó las estructuras eclesiásticas que existían, reduciendo el número de vicarias territoriales y sectoriales. El 30 de noviembre de 1995, durante la ceremonia de inauguración del Metro de Medellín, monseñor Rueda bendijo el nuevo sistema de transporte del Área Metropolitana de Medellín. Durante su ministerio episcopal en Medellín creó 19 parroquias, ordenó a 102 sacerdotes para la arquidiócesis, e incardinó 17 sacerdotes extradiocesanos.

### Renuncia y fallecimiento
En 1996 cumplió 75 años de vida y 50 años de sacerdocio, por lo cual presentó su renuncia el 13 de febrero de 1997 al cumplir el límite de edad determinado por la norma eclesiástica, entregando el cargo el 19 de marzo de 1997, fecha en la cual tomó posesión monseñor Alberto Giraldo Jaramillo. Luego fijó su residencia en Bucaramanga donde residió como arzobispo emérito de Medellín. En el 2010, recibió varios homenajes por cumplir 50 años de vida episcopal, el principal acto fue la ceremonia que se llevó a cabo en la Catedral de la Sagrada Familia de Bucaramanga, con la asistencia de una importante delegación de la iglesia católica de todo el país. El Papa Benedicto XVI envió un comunicado donde destacó la labor social de Rueda, su vocación por el trabajo comunitario y su compromiso con la iglesia católica, que tantos reconocimientos le ha otorgado a través de los años en diferentes lugares de Colombia. 
Falleció el 1 de noviembre de 2011 a las 6:45 de la mañana en su casa, en Bucaramanga, a causa de una grave enfermedad. El próximo 9 de ese mismo mes cumplía los 91 años. Fue enterrado en la cripta de los obispos de la catedral de la Sagrada Familia.

## Condecoraciones
Durante su trayectoria eclesiástica recibió las siguientes condecoraciones:
En Bucaramanga:
- "Orden de San Carlos" Presidencia de la República 1985.
- "Orden José Antonio Galán" Gobernación de Santander 1986.
- "Orden de Bucaramanga" Alcaldía de Bucaramanga 1986.

En Medellín:
- Medalla "Comendador de la Orden Ecuestre del Santo Sepulcro" en 1992.
- "Escudo de Antioquia" Gobernación de Antioquia 1995.
- "Medalla de Medellín" Alcaldía de Medellín 1995.
- "Cruz Bolivariana" Universidad Pontificia Bolivariana 1995.
- "Medalla Arzobispo Salazar y Herrera" 1995.
- "Orden de la Antioqueñidad" Asamblea Departamental de Antioquia 1997.